# Makwanpur
Makwanpur é um distrito da zona de Narayani, no Nepal.